# Grazer Schloßberg
Il Grazer Schloßberg (letteralmente dal tedesco  "monte castello di Graz") è un'imponente rocca di dolomia, alta 474 m, che si erge sulle rive del fiume Mura nel centro della città austriaca di Graz.
Appartiene ai Monti orientali di Graz, nelle Prealpi centrali di Stiria.
Sul rilievo, oltre alla "Uhrturm" (la "Torre dell'orologio"), uno dei simboli della città, si trovano una torre campanaria chiamata Liesl, le casematte e un pozzo profondo 98 m, tutti resti di una fortificazione distrutta in seguito alla pace di Schönbrunn del 1809 da parte delle forze napoleoniche.
In quanto situata nel centro storico di Graz la collina fa parte del sito Patrimonio dell'umanità dell'UNESCO denominato "Centro storico della città di Graz e Castello Eggenberg".
Per raggiungere la cima della collina si possono percorrere gli antichi sentieri che la univano alla città, oppure si può prendere una moderna funicolare o ancora un ascensore costruito all'interno della montagna.

## Storia
Da ritrovamenti archeologici il primo insediamento del sito risale all'VIII secolo a.C. Nel 1125 venne edificata una fortezza romanica che diede il nome alla città (in sloveno gradec significa piccola fortezza). Successivamente ampliata in epoca gotica e ristrutturata nel 1544, su progetto di Domenico dell'Allio in stile rinascimentale.
All'inizio del XIX secolo Napoleone non fu in grado di espugnare la fortezza, solo in seguito all'occupazione di Vienna e con la minaccia di distruggere la capitale la popolazione di Graz si arrese e quasi tutte le fortificazioni presenti vennero distrutte. Rimasero la torre campanaria e la torre dell'orologio che vennero acquistate dalla popolazione e così preservate dalla distruzione.
Nel 1839 Ludwig von Welden (1780–1853) iniziò la trasformazione del rilievo in un giardino romantico con numerosi sentieri e piante esotiche.
All'inizio del 1925 la RAVAG, la prima stazione radiofonica austriaca, installò sullo Schloßberg un trasmettitore da 500 Watt, oltre ad un'impalcatura metallica alta 35 metri venne installata un'antenna sulla torre campanaria. L'impianto, che trasmetterva tre giorni alla settimana, ben presto non fu più sufficiente e venne sostituito da un'altra installazione in una diversa area della città. L'impianto venne smantellato nel 1929 e trasferito a Salisburgo.
Durante la seconda guerra mondiale nell'interno della collina venne scavato un'imponente sistema di gallerie lungo 6,3 km con 20 ingressi e circa 12.000 m² di superficie interna che durante i bombardamenti venne usato come comando militare, bunker antiaereo per circa 50.000 persone e ospedale di fortuna. In occasione degli scavi, effettuati da lavoratori forzati, venne scoperto un sistema, fino ad allora sconosciuto, di grotte naturali tra le quali un'ampia grotta con formazioni calcaree
Le gallerie sono ancora in uso, ospitano infatti l'ascensore che porta in cima alla collina, uno spazio per eventi, un passaggio pedonale, un trenino a scartamento ridotto, un museo ferroviario chiuso dal 2000 e uno scivolo indoor lungo 64 metri inaugurato nel 2019.